# Observatorio Astrofísico Dominion

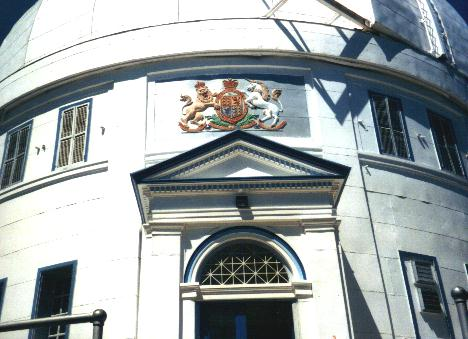
Entrada al edificio del telescopio Plaskett

El Observatorio Astrofísico Dominion (nombre original en inglés: Dominion Astrophysical Observatory; acrónimo: DAO) está emplazado sobre una colina denominada Observatory Hill de la localidad de Saanich (perteneciente a la isla de Nutca,  no muy lejos de la ciudad de Vancouver), en la Columbia Británica. 
Promovido por el gobierno canadiense, se puso en servicio en 1918. El encargado del diseño del edificio fue el arquitecto Edgar Lewis Horwood.
Su instrumento principal es el telescopio Plaskett de 72 pulgadas (1,83 m) de diámetro, propuesto y diseñado por John S. Plaskett en 1910 con el soporte de la Unión Internacional para la Cooperación en Investigación Solar. En su momento, se ideó para ser el telescopio más grande del mundo, pero los retrasos en su construcción significaron que viera la "primera luz" el 6 de mayo de 1918, seis meses después de la puesta en servicio del telescopio Hooker de 100 pulgadas (2,5 m) en el Observatorio del Monte Wilson.
El observatorio ha sido designado Sitio Histórico Nacional de Canadá, siendo una instalación de renombre mundial en el que se han realizado numerosos descubrimientos sobre la naturaleza de la Vía Láctea, y uno de los principales centros de investigación astrofísica en el mundo hasta la década de 1960.

## Centro del Universo
El Centro del Universo fue un servicio de interpretación del observatorio regularmente abierto al público entre los meses de mayo y septiembre. El centro se dedicaba a presentar exposiciones interactivas sobre astronomía, el trabajo del observatorio y de su organización de referencia, el Instituto de Astrofísica NRC Herzberg. También se realizaban visitas guiadas al telescopio y programas en el planetario y sala de vídeo. El Centro fue cerrado por el Gobierno Federal en agosto de 2013, aduciendo razones financieras ligadas a su coste. La Sociedad de Amigos del Observatorio Astrofísico Dominion (SAOAD) se creó en 2015 con el objetivo de restablecer los programas rescindidos cuando el Centro del Universo fue cerrado, firmando un convenio en mayo de 2016 con el Consejo Nacional de Investigación por el que se autorizaba a la Sociedad para que ocupase las instalaciones del Centro del Universo.
La Real Sociedad Astronómica de Canadá, Victoria, que mantiene una larga asociación con el Observatorio Astrofísico Dominion que se remonta a 1914, celebra "Fiestas de Estrellas" "públicas y gratuitas" en determinados anocheceres de los sábados del verano. Estas celebraciones incluyen observaciones diurnas y nocturnas con los telescopios, presentaciones, conferencias, y exhibiciones.

## Construcción del telescopio

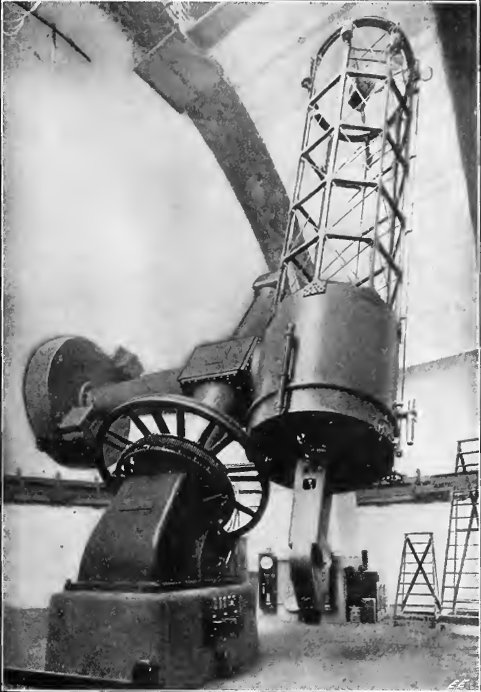
El telescopio Plaskett en 1920

El edificio que aloja el telescopio fue construido por la Compañía McAlpine-Robertson de Vancouver por un precio de 75.000 dólares. Tanto el edificio como la cúpula (fabricada por Warner & Swasey Company) son de doble pared.
El espejo del telescopio de 73 pulgadas de diámetro y 12 pulgadas (30 cm) de grueso, pesa aproximadamente 1970 kilogramos. Se encargó a la compañía Saint-Gobain, que fundió la pieza en su factoría Charleroi de Amberes, Bélgica y embarcó hacia Estados Unidos solo una semana antes del inicio de la Primera Guerra Mundial. Una vez allí, la Compañía John A. Brashear de Pittsburgh tuvo que pulir en dos ocasiones el espejo: una vez debido a un arañazo misterioso y la segunda vez debido a un defecto del proceso. Estos problemas retrasaron dos años la entrega del telescopio. Por fin, en 1918, el espejo fue izado hasta la cima de la montaña de Little Saanich, alcanzando el observatorio en un carro remolcado por un tiro de caballos.

## Uso
Tras completarse el montaje del telescopio, Plaskett pasó a dirigir el observatorio hasta 1935.
En 1962, se añadió un telescopio óptico de 48" al observatorio. El telescopio, encargado en 1957, fue fabricado por Grubb Parsons de Newcastle upon Tyne, Inglaterra. Su foco de Coude está conectado con una sala espectrográfica.
En 1995, el observatorio se convirtió en la sede del Instituto NRC Herzberg de Astrofísica, que opera varios telescopios y radiotelescopios canadienses. El NRC colabora con socios internacionales como el Observatorio Canada, Francia, Hawái.
El telescopio Plaskett ha sido modernizado añadiéndole un espectrógrafo acoplado al foco de Cassegrain, y un captador de imágenes CCD al foco newtoniano.
Los telescopios siguen utilizándose en la actualidad, estando abierto así mismo el observatorio para recibir astrónomos visitantes. Un centro de interpretación (el denominado Centre of the Universe) se inauguró en 2002, pero desafortunadamente se cerró en 2013 debido a motivos presupuestarios.
Desde enero de 2014, el director (actuario) es el Dr. Dennis R. Crabtree.

## Telescopio Plaskett. Contexto histórico
El Plaskett perdió la posibilidad de ser el mayor telescopio del mundo por los retrasos acumulados durante su construcción, pero se mantuvo como el segundo más grande entre 1918 y 1935, hasta la puesta en servicio del telescopio reflector de 74 pulgadas (188 cm) del Observatorio David Dunlap (también en Canadá).
Los dos mayores telescopios en 1918 eran:
| # | Nombre/Observatorio                                   | Imagen | Abertura     | Altitud | Primera Luz | Promotores                          |
| - | ----------------------------------------------------- | ------ | ------------ | ------- | ----------- | ----------------------------------- |
| 1 | Telescopio Hooker/Observatorio del Monte Wilson       |        | 100'' 254 cm | 1742 m  | 1917        | George Ellery Hale, Andrew Carnegie |
| 2 | Telescopio Plaskett/Observatorio Astrofísico Dominion |        | 72'' 182 cm  | 230 m   | 1918        | John S. Plaskett                    |

Los siguientes más grandes eran el telescopio de 60 pulgadas del Observatorio del Harvard College, y el telescopio Hale (también de 60 pulgadas) del Monte Wilson.